# Anathallis tigridens
Anathallis tigridens là một loài thực vật có hoa trong họ Lan. Loài này được (Loefgr.) Luer & Toscano mô tả khoa học đầu tiên năm 2009.